# Großblock
Als Großblock bezeichnet man eine im Jahr 1905 erstmals eingegangene Wahlabsprache zwischen Demokraten, Nationalliberalen und Sozialdemokraten gegen die Dominanz der katholischen Zentrumspartei bei den Wahlen zur zweiten Kammer der Ständeversammlung im Großherzogtum Baden. Nach einem ähnlichen Abkommen entwickelte sich daraus nach 1909 auch eine inhaltliche sozial-liberale Zusammenarbeit. Diese scheiterte 1913/14 an Widerständen in den beteiligten Parteien und an reichspolitischen Grundsatzfragen. Seit dem badischen Kulturkampf hatte kein politisches Ereignis im Großherzogtum Baden mehr solche reichsweite Aufmerksamkeit erregt, wie das Bündnis zwischen der nationalliberalen „Reichsgründungspartei“ und den als „Reichsfeinden“ verfemten Sozialdemokraten. Innerhalb der deutschen Sozialdemokratie führte die Zusammenarbeit mit bürgerlichen Parteien und insbesondere die Zustimmung zum Landeshaushalt zu heftiger Kritik von Seiten der Gesamtpartei. 

## Vorgeschichte

Führende badische Sozialdemokraten, aufgenommen wahrscheinlich 1906 vor der alten Landeshalle in Offenburg. Sitzend von rechts: Emil Eichhorn, Ludwig Frank, Wilhelm Kolb, Georg Monsch. Stehend, erster von rechts: Adolf Geck. Die weiteren Personen sind nicht bekannt.

Bis zur Wende zum 20. Jahrhundert dominierten die Nationalliberalen die Politik in Baden. Dem standen Zentrum, Freisinn, Demokraten und SPD als Oppositionskräfte gegenüber, die hinsichtlich der Forderung nach einer Reform des Wahlrechts insbesondere nach der Direktwahl und der Neueinteilung der Wahlkreisgrenzen gemeinsame Interessen hatten.
Die badische Sozialdemokratie nahm seit den 1890er Jahren an Wahlen zur zweiten Kammer der Ständeversammlung teil. Ihre ersten Abgeordneten verdankten ihre Wahl teilweise Wahlabkommen mit Linksliberalen. In Karlsruhe schlossen sie 1897 sogar ein formelles Wahlbündnis mit den Demokraten ab. Dort führten beide Parteien einen gemeinsamen Wahlkampf.
Der innerparteiliche Streit darum ließ auch Wilhelm Kolb, der maßgeblich das Bündnis mit geplant hatte, in dieser Sache vorsichtiger werden. Bündnisse mit Bürgerlichen würden die „Gefahr der Demoralisation“ in sich bergen. Im Vorfeld der Landtagswahlen von 1899 einigte man sich in der SPD darauf, nur in aussichtsreichen Wahlkreisen Kandidaten aufzustellen, während man in anderen Wahlkreisen die bürgerliche Opposition unterstützen wollte. In der Partei gab es Konflikte zwischen einem betont reformorientierten Flügel und Vertretern der allgemeinen marxistischen Parteilinie. Dass die reformorientierten badischen Sozialdemokraten bereit waren, auch gegen die Parteilinie zu agieren, zeigte sich während der Landtagssession 1899/1900, als die Fraktion dem Landeshaushalt zustimmte. Der Chefredakteur des Volksfreundes aus Karlsruhe Anton Fendrich verteidigte diesen Kurs in den Sozialistischen Monatsheften: Eine schablonenhafte Budgetverweigerung verliere jede Wirkung, „und die Partei eines Landtags, der keine Militärausgaben zu bewilligen, sondern eigentlich nur die Verwaltungsmaschinerie in Gang zu halten hat, kommt durch stereotype Anwendung dieses Mittels in Gefahr, nicht mehr ernst genommen zu werden“ Scharfen Protest erntete diese Linie nicht nur von Linken wie Rosa Luxemburg, sondern auch von Gemäßigten wie dem österreichischen Parteivorsitzenden Victor Adler. August Bebel befürchtete sogar eine Art Verschwörung zwischen den Budgetbewilligern und den Revisionisten. Auf dem Lübecker Parteitag wurde die badische Landespartei daher scharf von Bebel kritisiert.
Bei den Wahlen von 1901 trat die SPD in neun von 29 Wahlkreisen mit einem eigenen Kandidaten an. Wo es aussichtsreich war, ging die Partei Stichwahlabkommen mit den Demokraten oder Linksliberalen ein.
Trotz Rückschläge für die SPD bei der Landtagswahl 1901 gelang es Bebel auf dem Landesparteitag 1902 nicht, eine Mehrheit gegen die reformistischen Kräfte um Kolb, Fendrich und August Dreesbach zu mobilisieren. Allerdings verschob sich in der Landtagsfraktion durch das Ausscheiden von Mitgliedern der Schwerpunkt nach links. Die Fraktion blieb im Parlament isoliert und konnte etwa bei den Diskussionen um die Wahlrechtsreform keine aktive Rolle spielen. Ihr Vorsitzender Emil Eichhorn meinte, die Nationalliberale Partei werde „beherrscht von altersschwachen, senilen Schwätzern, die sich vor ihrer eigenen Vergangenheit fürchten. Nur noch ein Gedanke beherrscht sie: den Rückhalt an der Regierung, den sie bis dato immer gehabt, nicht verlieren“. Allerdings blieben Reformer um Kolb in der Landespartei weiter stark. Bei den Wahlen von 1904 agierte die Partei unterschiedlich. In einigen Wahlkreisen trat sie mit eigenen Kandidaten gegen Demokraten und Linksliberalen an, in anderen gab es Absprachen mit dem Zentrum oder den Demokraten gegen die Nationalliberalen.

## Wahlrechtsänderung und Landtagswahl 1905

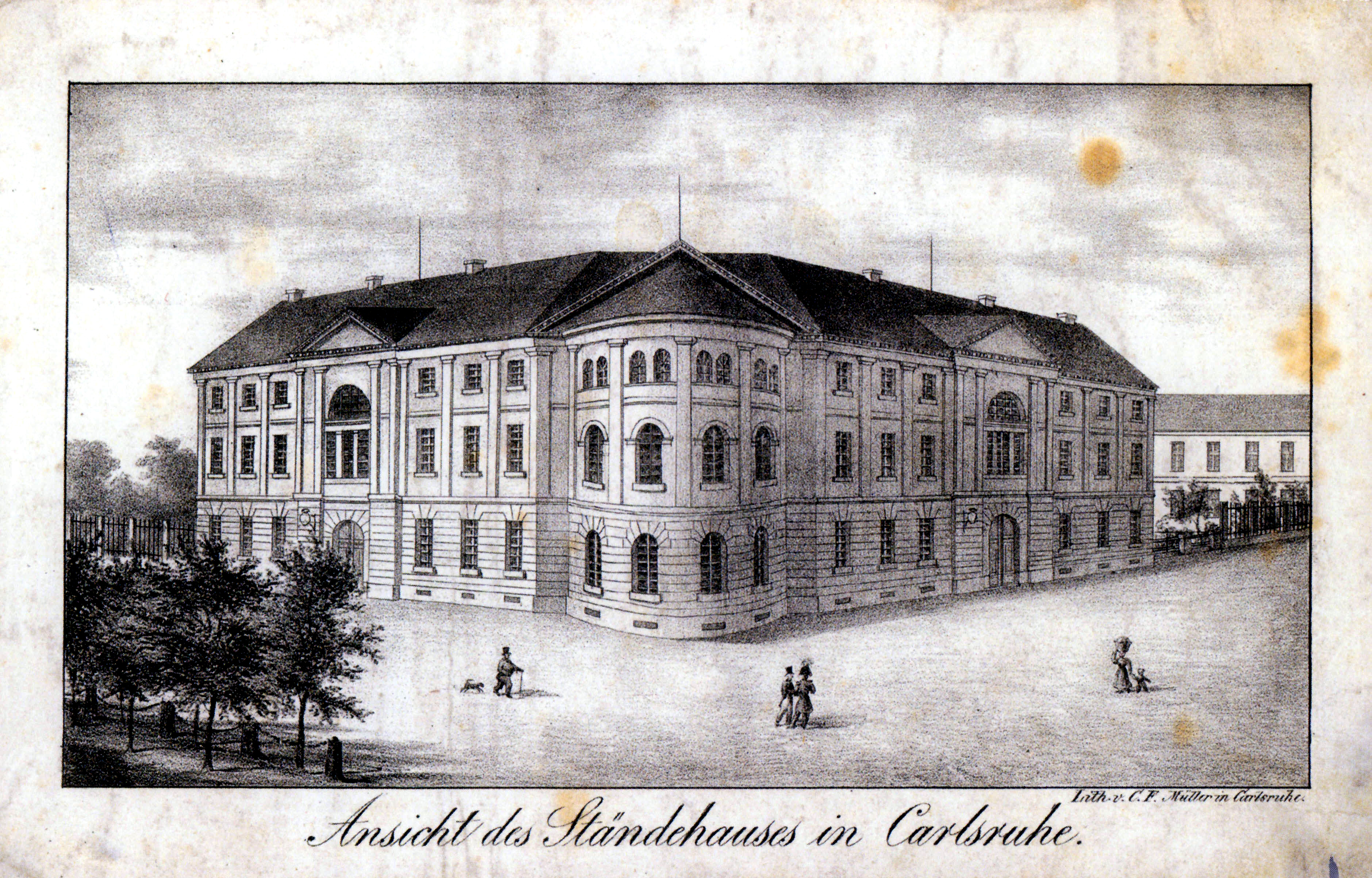
Ständehaus in Karlsruhe

Im Jahr 1904 hatte es in Baden schließlich eine Wahlrechtsreform gegeben, die ein Kompromiss zwischen den politischen Lagern war. Erstmals wurden die Abgeordneten der zweiten Kammer der Ständeversammlung direkt und nicht mehr indirekt über Wahlmänner gewählt. Außerdem wurden die Wahlkreise neu zugeschnitten. Dabei wurden eher die städtischen Wahlkreise bevorzugt, was auf mittlere Sicht nicht den Nationalliberalen, sondern den Sozialliberalen zugutekam. Allerdings wurde der Einfluss der ersten Kammer und jener der dort dominierenden Nationalliberalen gestärkt. Aus diesem Grund lehnte die SPD das Gesetz ab, während die anderen Parteien zustimmten.
Die kompromisslose Haltung des Zentrums ließ das Zweckbündnis der Opposition, das mit der Wahlrechtsänderungen verbunden war, zerbrechen.
Für die Parteien waren die Folgen der Veränderungen des Wahlrechts für den Ausgang der Wahlen zur Ständeversammlung von 1905 außerdem schwer kalkulierbar. Nationalliberale, Demokraten und Freisinn schlossen im Dezember 1904 ein Abkommen, in dem sie verabredeten, sich gegenseitig bei den Haupt- und Stichwahlen zu unterstützen. Insbesondere die Nationalliberalen verzichteten zu Gunsten der beiden Partner in sechs Wahlkreisen auf die Aufstellung von Kandidaten. Dieses Bündnis zielte in erster Linie auf die Schwächung der Zentrumspartei ab, die allein oder zusammen mit den Konservativen eine absolute Mehrheit erreichen konnte. Bei der Hauptwahl erwies sich das Zentrum als stärkste Kraft (42,4 %), gefolgt von den Nationalliberalen (30,2 %) und den Sozialdemokraten (17 %). Die Demokraten kamen auf 4,1 % und die Konservativen auf 2,9 %. Es war für alle wahrscheinlich, dass das Zentrum die zur absoluten Mehrheit fehlenden Mandate in den Stichwahlen erringen würde. Dies hätte auch bedeutet, dass die Regierung sich auf Dauer nicht halten würde. Außerdem würde das Zentrum alles daran setzen, die aus der Zeit des badischen Kulturkampfes stammenden Gesetze zu überwinden. 
Die einzige reelle Möglichkeit, einen Sieg des Zentrums zu verhindern, war die Einbeziehung der SPD in das Bündnis. Die Initiative dazu ging von den Nationalliberalen aus. Die SPD stimmte dem nach kurzen Verhandlungen zu. Zwischen Nationalliberalen und SPD kam es zu einem Stichwahlabkommen.

## Stichwahlabkommen 1905

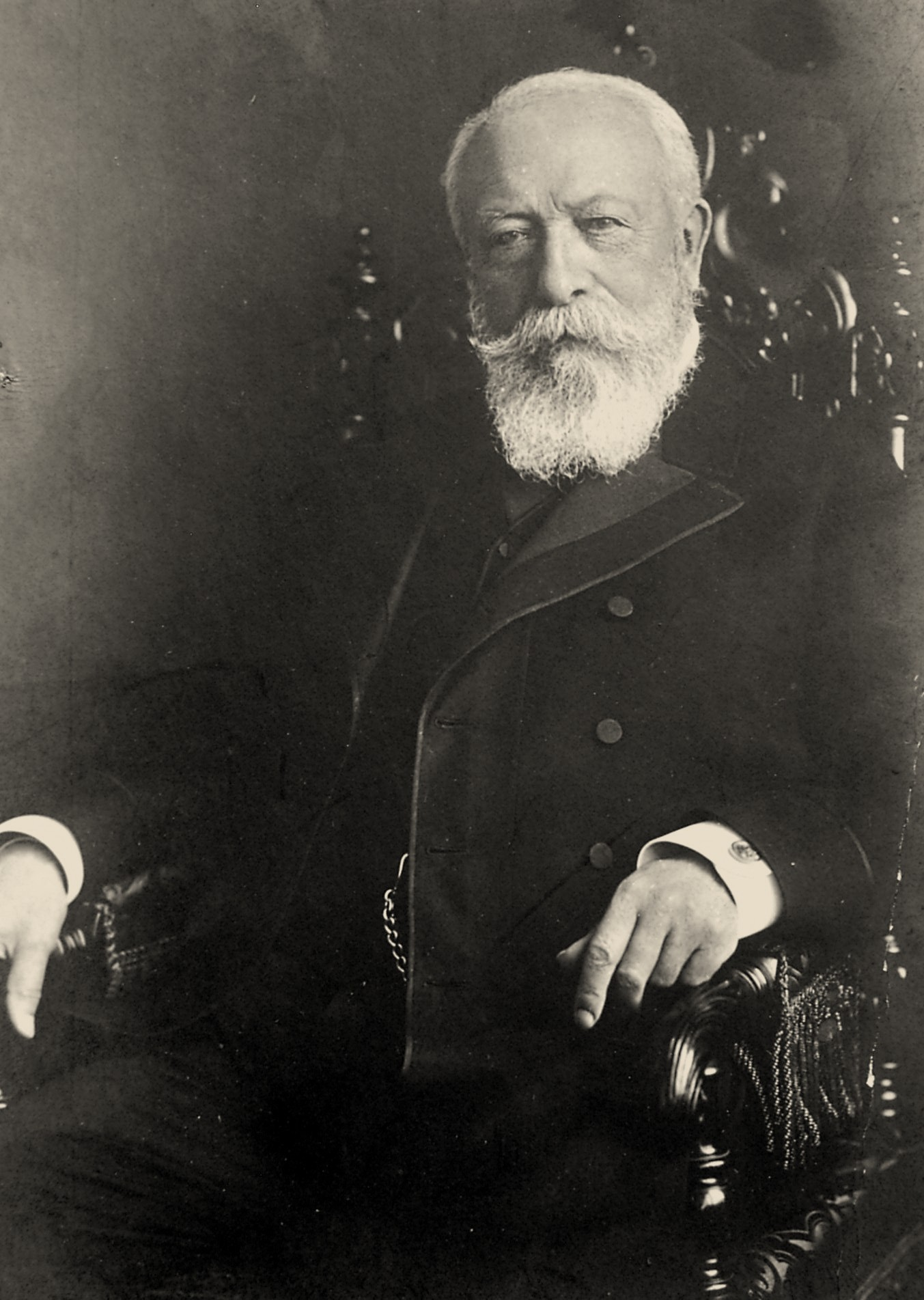
Großherzog Friedrich I. stand dem Großblockabkommen ablehnend gegenüber.

Für die SPD hatte sich ihr Verhältnis zu den Nationalliberalen insofern geändert, weil diese sich bislang einer Wahlrechtsreform verweigert hatten und daher der Hauptgegner der Partei gewesen waren. Dies war nach der Wahlrechtsänderung nicht mehr der Fall, sondern die Nationalliberalen waren nur noch ein politischer Gegner neben anderen. Als sich die Frage stellte, konnten die Sozialdemokraten abwägen, ob die inhaltliche Schnittmenge mit der Zentrumspartei oder mit den Nationalliberalen größer war. Die Entscheidung fiel zu Gunsten der Nationalliberalen aus. Ein Grund für ein formelles Abkommen war auch bei ihnen die Furcht vor einer absoluten Mehrheit des Zentrums zusammen mit den Konservativen. Dies hätte der Partei kaum noch Handlungsspielraum gelassen.
Die regierungsnahe Karlsruher Zeitung sprach sich für diese bislang als ausgeschlossen geltende Zusammenarbeit zwischen Parteien aus dem bürgerlichen Lager und den vielfach verfemten Sozialdemokraten aus. Beide Parteien einigten sich darauf, in bestimmten Wahlkreisen nicht gegeneinander anzutreten. Das Bündnis erwies sich als erfolgreich. Von den nach den Hauptwahlen zu vergebenden Mandaten erhielten die Nationalliberalen 9, die Demokraten 8, der Freisinn 1, die SPD 7 und die konservativen 3 Mandate. Das Zentrum ging leer aus. Dieses stellte zwar die stärkste Fraktion, blieb aber deutlich von einer absoluten Mehrheit entfernt. Die Nationalliberalen kamen auf 23, die SPD auf 12, die Demokraten auf 5, die Konservativen auf 4 und die Freisinnigen auf 1 Mandat.
In Baden war damit die SPD als politischer Partner mit insgeheimer Billigung der Regierung anerkannt worden. Dieser Schritt wäre auf Reichsebene und den meisten anderen Ländern undenkbar gewesen. „Ein nationalliberaler Parteiführer außerhalb Badens, der die Parteimitglieder dazu aufgefordert hätte, in mehreren Wahlkreisen für die als Reichsfeinde stigmatisierten Sozialdemokraten zu stimmen, hätte damit wohl sein eigenes politisches Todesurteil unterzeichnet, und auch aus sozialdemokratischer Sicht haftete dem Wahlbündnis etwas Irreales an, da die Nationalliberalen ihrem Selbstverständnis nach die festeste Stütze des politischen Systems waren, dessen revolutionäre Überwindung das Fernziel der SPD war.“
Der Großblock stieß denn auch in weiteren Teilen des bürgerlichen Lagers auf Ablehnung. Man sah dies als Aufgabe von politischen Prinzipien zu Gunsten wahltaktischer Überlegungen an. Unter den Linksliberalen wurde der Schritt dagegen auch als Vorbild für ein ähnliches Bündnis auf Reichsebene eines Blocks von Bassermann bis Bebel begrüßt.
In Baden sah der Großherzog Friedrich I. es kritisch, den Sozialdemokraten entgegenzukommen. Der Großherzog verlangte mit Erfolg von Staatsminister Alexander Dusch eine Erklärung, sich nicht auf die Basis des Großblocks zu stellen und die Sozialdemokratie weiterhin als Umsturzpartei zu bekämpfen. Eine längerfristige koalitionsähnliche Zusammenarbeit war ohnehin von bürgerlicher Seite nicht vorgesehen gewesen. Deutlich stärker war der Wille zur Zusammenarbeit bei den Sozialdemokraten insbesondere bei deren Fraktionsvorsitzenden Wilhelm Kolb und dem Abgeordneten Ludwig Frank ausgeprägt. In der Zusammenarbeit zwischen Liberalen und Sozialdemokraten sahen diese eine Möglichkeit, politische und kulturell fortschrittliche Entscheidungen zu treffen.
Anfangs arbeiteten die Großblockparteien zusammen. So wurde nicht ein Vertreter des Zentrums als Mitglied der stärksten Fraktion, sondern ein Nationalliberaler zum Präsidenten der zweiten Kammer gewählt. Erstmals wurde mit Adolf Geck ein Sozialdemokrat zu einem der stellvertretenden Präsidenten gewählt. In der Sachpolitik war die Zusammenarbeit kaum vorhanden. In der SPD-Fraktion gab es Bemühungen um eine konstruktive Zusammenarbeit und eine Mäßigung der Agitation. Hinsichtlich der Bereitschaft, sich mit dem bürgerlich-monarchischen System zu arrangieren, bestanden erhebliche Unterschiede. Nach dem Tod des Großherzogs 1907 nahmen Wilhelm Kolb und Ludwig Frank an dessen Beisetzung teil, während Geck fern blieb. Während Kolb und Frank von den Parteifreunden außerhalb von Baden dafür kritisiert wurden, stieß Gecks Verhalten außerhalb der Sozialdemokratie in Baden auf Empörung, was dazu führte, dass er nicht mehr zum Vizepräsidenten der Ständeversammlung gewählt wurde.
Es kam daher in der ersten Hälfte der Legislaturperiode nur zu einer punktuellen Zusammenarbeit zwischen Nationalliberalen und Sozialdemokraten. Diese gab es vor allem im kulturpolitischen Bereich. Allerdings stimmte die SPD dem Landeshaushalt von 1908 zu.

## Eigentliche Großblockpolitik

Der Sozialdemokrat Adolf Geck wurde als Folge des Großblockabkommens zum Vizepräsidenten der zweiten Kammer gewählt. Seine Weigerung, zum Begräbnis von Großherzog Friedrich I. zu gehen, hat die Zusammenarbeit der Parteien belastet.

Im Vorfeld der nächsten Landtagswahlen war unter den Nationalliberalen und den Demokraten ein weiteres Wahlabkommen mit der SPD strittig. Zwar blieb das Zentrum bei der Hauptwahl 1909 mit 29,8 % stärkste Kraft, hatte aber erheblich verloren. Fast gleichauf waren die Sozialdemokraten mit 28,1 % gefolgt von den Nationalliberalen mit 24,5 %. Das Zentrum hatte aber mit den Konservativen und dem Bund der Landwirte bereits 23 Mandate sicher. Die unsichere Lage zwang die Liberalen erneut zu einem Stichwahlabkommen mit der SPD. Dies führte dazu, dass das Zentrum schließlich 26, die SPD 20, die Nationalliberalen 17, die Demokraten 6, die Freisinnigen ein, die Konservativen zwei und der Bund der Landwirte ein Mandat erhielt. In der Folge drängte die SPD darauf mit den Liberalen gegen die Klerikalen und Konservativen zusammenzuarbeiten.
Dies war nur möglich, weil die Nationalliberalen ihren politischen Einfluss nicht verlieren wollten und die Sozialdemokraten sehr unideologisch und reformorientiert waren. Bei den Nationalliberalen setzte sich zudem ein eher links orientierter Flügel durch. Auf Seiten der Nationalliberalen spielte für eine engere Zusammenarbeit mit der SPD nicht nur die Gegnerschaft zum Zentrum eine Rolle, vielmehr bestand auch das Ziel die Sozialdemokraten stärker in die bestehende Ordnung einzubinden.
Nunmehr arbeiteten die Parteien nach Art einer Koalition. Diese zeigte sich bis 1913 zu einer „konsequenten, systematischen Blockpolitik“ fähig. Zusammen konnten die Parteien 1910 gegen den Widerstand des Zentrums weitreichende Reformen im Volksschulwesen durchsetzen. Außerdem kam es zu einer Reform des kommunalen Wahlrechts. Angesichts der weit auseinander liegenden Positionen in der Steuerpolitik bemerkenswert ist, dass es 1910 zu einer Steuerreform kam. Beide Seiten mussten erhebliche Zugeständnisse machen. Aber die beteiligten Parteien setzten die Reform gegen das Zentrum durch. Vor diesem Hintergrund nicht verwunderlich stimmte die SPD-Fraktion auch dem Landeshaushalt von 1910 zu.
Die Bereitschaft zur konstruktiven Mitarbeit und die Notwendigkeit von Kompromissen führte in der badischen SPD zu innerparteilichen Konflikten, ohne das diese so stark waren, um die Partei in eine tiefere innere Krise zu stürzen. Umgekehrt argumentierte unter anderem Wilhelm Kolb, dass eine Zusammenarbeit mit den Liberalen schrittweise zur Verwirklichung sozialistischer Zukunftshoffnungen beitragen könne, Im Übrigen sollte die Zusammenarbeit und die Demonstration von Verlässlichkeit und Verantwortungsbewusstsein auch die Furcht vor der Sozialdemokratie in breiten Wählerschichten abbauen helfen. Dazu gehörte auch, dass der neue sozialdemokratische Vizepräsident der zweiten Kammer Anton Geiß wie die anderen Repräsentanten des Parlaments zu Hofe ging.

## Budgetstreit in der SPD

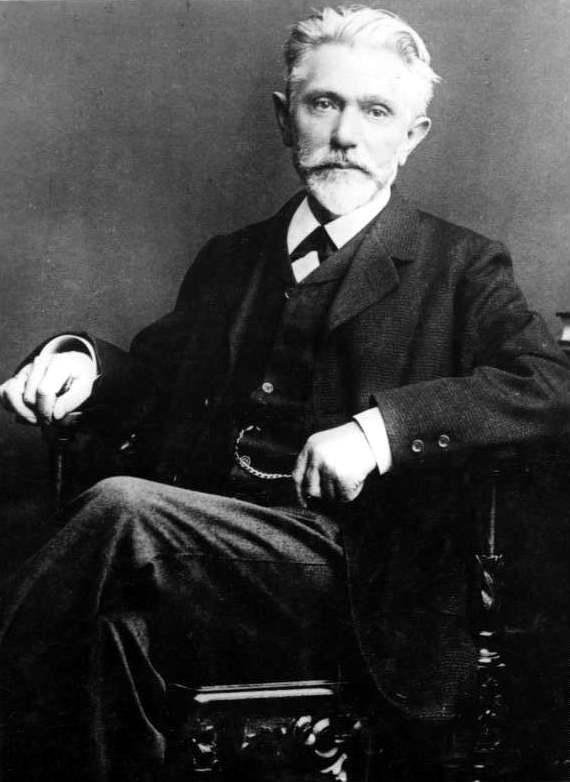
August Bebel hat die Politik der badischen sozialdemokratischen Landtagsfraktion scharf abgelehnt.

Weniger die Wahlabsprachen oder die Zusammenarbeit in Sachfragen als vielmehr die Frage der Budgetbewilligung und die Teilnahme an höfischen Zeremonien stießen innerhalb der SPD auf schärfste Kritik. Die Reichstagsfraktion hatte bislang unter dem Motto: „dem System keinen Groschen“ jede Zustimmung zum Gesamthaushalt abgelehnt.
Bereits der Parteitag von 1908 debattierte vor dem Hintergrund der Zustimmung der badischen Landtagsfraktion zum Gesamthaushalt über die Frage und bestätigte alte Beschlüsse, wonach jeder gegnerischen Regierung das Staatsbudget bei der Gesamtabstimmung zu verweigern sei, es sei denn, dass die Ablehnung die Annahme eines für die Arbeiterklasse ungünstigeren Budgets zur Folge haben würde. Vor allem aus Süddeutschland erklärten 66 Delegierte, dass der Parteitag für reichsweite Entscheidungen die oberste Instanz sei. In allen speziellen Landesangelegenheiten sei die Landesorganisation die geeignete und zuständige Instanz, den Gang der Landespolitik selbständig zu bestimmen. Die jeweilige Entscheidung über die Budgetabstimmung müsse dem pflichtgemäßen Ermessen der ihrer Landesorganisation verantwortlichen Landtagsfraktion vorbehalten bleiben.
Diese Debatte gewann nach der Budgetbewilligung von 1910 an Schärfe. Wilhelm Kolb und Ludwig Frank sahen die Bewilligung auch als demonstrativen Akt in Richtung der eigenen Partei. Sie fassten ihn als einen Kontrapunkt zur Massenstreikdebatte auf. Auch wollten sie damit auf Reichsebene für eine Zusammenarbeit mit liberalen Parteien werben. Der badische Landesparteitag stimmte dem Kurs mit großer Mehrheit zu. Unterstützt wurde die Badener SPD dabei von den Landesverbänden in Württemberg, Bayern und Hessen. Es entstand damit eine gegensätzliche Haltung zwischen süd- und norddeutschen Verbänden. Der Parteitag in Magdeburg stand ganz im Zeichen dieser Frage. August Bebel selbst referierte für den Parteivorstand. Für das von ihm vertretene Parteizentrum kam die badische Haltung nicht ganz ungelegen. Die linken Massenstreikvorstöße und die rechten Budgetbewilligungsbeschlüsse konnten beide als Angriffe auf die Parteilinie gebrandmarkt werden. Bebel konnte so vermeiden, den Eindruck zu erwecken, sich vor allem gegen den linken Flügel zu wenden. Der Parteitag verurteilte das Vorgehen der badischen Fraktion scharf. Den badischen Landtagsabgeordneten wurde die allerschärfste Missbilligung ausgesprochen und die Teilnahme an höfischen Zeremonien und monarchistischen Loyalitätskundgebungen für unvereinbar mit den sozialdemokratischen Grundsätzen erklärt. Der Parteitag machte es den Parteigenossen zur Pflicht, solchen Kundgebungen fernzubleiben. Dennoch konnte dies nicht verhindern, dass es spätestens seit 1910 in der Partei nicht nur den linken Flügel um Rosa Luxemburg, das Zentrum um Kautsky, sondern auch einen Flügel der vornehmlich süddeutschen Reformisten gab.

## Ende des Großblocks
Die inhaltlichen Gemeinsamkeiten waren nach den genannten Reformgesetzen zwischen den beteiligten Parteien weitgehend erschöpft. Ein letztes Mal kam es 1913 zu einem Stichwahlabkommen. Allerdings widersetzten sich zahlreiche lokale Wahlvereine der Nationalliberalen dem Abkommen. Die Führung der Partei war zu weit gegangen und konnte die eigene Basis nicht mehr von ihrem Kurs überzeugen. Bei den Wahlen konnten Zentrum und Konservative ihre Verluste von 1909 weitgehend ausgleichen, während die SPD Verluste hinnehmen musste. Zwar hatten sie mit den Liberalen noch die Mehrheit, aber der Großblock war faktisch gescheitert, weil die liberale Basis eine Fortsetzung dieser Politik ablehnte. Hinzu kamen gegensätzlichen Positionen der Parteien in gesamtdeutschen Fragen. Formell aufgekündigt wurde der Block nicht, aber faktisch löste er sich 1913/14 auf.